# Forn de calç de Ribatallada
El Forn de calç de Ribatallada és una obra de Sabadell (Vallès Occidental) inclosa a l'Inventari del Patrimoni Arquitectònic de Catalunya.

## Descripció
El forn de calç és una estructura excavada en un marge superior al peu del camí que ressegueix el riu, tocant a l'entrega del Torrent de Ribatallada amb el riu Ripoll. La rehabilitació del forn de calç ve a consolidar l'estructura del forn a través de la construcció d'una anella de formigó armat, de la mateixa manera que s'ha consolidat l'obertura d'alimentació de llenya durant el procés de calcificació, i per acabar s'han instal·lat elements de seguretat per evitar caigudes dels visitants del forn.